# Université luthérienne de Montbéliard
L'université luthérienne de Montbéliard est un bâtiment historique situé à Montbéliard dans le Doubs en France.

## Histoire
L'université fut construite entre 1598 et 1607 par Heinrich Schickhardt, l'architecte qui a modifié en profondeur l'apparence de la ville de Montbéliard à la Renaissance. L'université était l'édifice majeur du nouveau quartier « neuveville » imaginé par le même architecte Schickhardt.
À cause des différentes guerres, le collège n'ouvrit ses portes qu'en 1670 et fermera en 1676 avec la prise de la ville par les français.
L'occupation française en 1677 affecta le bâtiment au culte catholique en y installant une petite chapelle dans son aile occidentale.
En 1866, les ailes est, sud et ouest sont détruites pour libérer de l'espace pour la construction de la nouvelle église de Saint-Maimbœuf.
En 1932, une partie de l'aile nord est détruite pour y faire un gymnase.
Les parties subsistantes de l'aile nord de l’édifice font l’objet d’une inscription au titre des monuments historiques depuis le 6 octobre 1989.

## Architecture
Le bâtiment formait un carré fermé avec quatre ailes (sud, est, ouest et nord) et était situé dans le nouveau quartier de la neuville (Faubourg de Besançon actuel), quartier également dessiné par Heinrich Schickhardt.
L'escalier à vis de l'aile nord a été récupéré et placé dans la tour nord de l'église nouvellement construite.

## Aujourd'hui
Seule une partie de l'aile nord est encore visible.
La partie restante de l'édifice fait partie du presbytère de l'église Saint Maimboeuf.